# The Ohio Players
The Ohio Players was een Amerikaanse r&b-, soul- en funkband uit Dayton. Ze zijn vooral bekend om hun nummers Fire en Love Rollercoaster, evenals voor hun erotische albumhoezen met naakte of bijna naakte vrouwen. Veel van de vrouwen waren modellen in Playboy.
De singles Funky Worm, Skin Tight, Fire en Love Rollercoaster, evenals hun albums Skin Tight, Fire en Honey werden met goud gecertificeerd.
Op 17 augustus 2013 werden Ohio Players ingewijd in de inaugurele klasse van de Rhythm and Blues Music Hall of Fame, die plaatsvond aan de Cleveland State University in Cleveland (Ohio).

## Bezetting
Oprichters
- Robert Ward († 2008) (zang, gitaar)
- Marshal Jones († 2016) (basgitaar)
- Clarence Satchell († 1995) (saxofoon, gitaar)
- Cornelius Johnson (drums)
- Ralph Middlebrooks († 1997) (trompet, trombone)

Voormalige leden
- Walter Morrison († 2017) (keyboards)
- Leroy 'Sugarfoot' Bonner († 2013) (gitaar)
- Gregory Webster († 2022) (drums)
- Robert Jones (percussie)
- Billy Beck (keyboards)
- Wes Boatman (gitaar)
- Marvin Pierce (trombone)
- Jimmy Sampson (basgitaar)

(vervolg)
- Clarence Willis (gitaar, zang)
- Vincent Thomas (gitaar)
- James Williams (drums)
- Bruce Napier (trompet)
- Andrew Noland (gitaar)
- Bobby Lee Fears (zang)
- Dutch Robinson (zang)
- Charles Dale Allen (zang)

## Geschiedenis
De band werd geformeerd in 1959 in Dayton, Ohio als de Ohio Untouchables en bestond aanvankelijk uit de leden Robert Ward, Marshall 'Rock' Jones, Clarence 'Satch' Satchell, Cornelius Johnson en Ralph 'Pee Wee' Middlebrooks. Ze waren destijds vooral bekend als begeleidingsband van The Falcons. Ward bleek een onbetrouwbare leider, die tijdens optredens soms van het podium liep en de band dwong te stoppen met spelen. Uiteindelijk zwoer de band om te blijven spelen, zelfs nadat Ward in 1963 was vertrokken. Ward en Jones kregen in 1964 een vuistgevecht, waarna de band uit elkaar ging.
Ward vond nieuwe ondersteuning en de kernleden van de band keerden terug naar Dayton. Ze vervingen Ward door de 21-jarige Leroy 'Sugarfoot' Bonner, die de frontman van de band zou worden en voegden Gregory Webster toe. Om tegemoet te komen aan Bonners muzikale stijlvoorkeuren voor de band (r&b met een beetje flair) en om concurrentie met Ward te vermijden, veranderde de band hun format. In 1965 had de band zichzelf omgedoopt tot de Ohio Players.
De band voegde nog de twee zangers Bobby Lee Fears en Dutch Robinson toe en werd de huisband van het in New York gevestigde Compass Records. In 1967 voegden ze zangeres Helena Ferguson Kilpatrick toe.
De band ging in 1970 weer uit elkaar. Na opnieuw te zijn geformeerd met een bezetting met Bonner, Satchell, Middlebrooks, Jones, Webster, trompettist Bruce Napier, zanger Charles Dale Allen, trombonist Marvin Pierce en toetsenist Walter 'Junie' Morrison, hadden de Ohio Players een kleine hit bij het in Detroit gevestigde Westbound-label met Pain (1971), dat de Top 40 van de Billboard r&b-hitlijst bereikte. James Johnson voegde zich op dat moment bij de band als zanger en saxofonist. Dale Allen deelde de co-leadzang op een deel van het vroege Westbound-materiaal, hoewel hij niet werd vermeld op hun album Pain and Pleasure. Het was bij Westbound Records waar de band George Clinton ontmoette, die hun muziek bewonderde. Op de avant-garde covers van de twee albums prijkte het naaktmodel Pat 'Running Bear' Evans met zwarte leren bikini, die later nog meer Ohio Players-albums zou sieren, waaronder Climax, Ecstasy en Rattlesnake.
De eerste grote hit van de band was Funky Worm, die nummer 1 bereikte in de Billboard r&b-hitlijst en piekte op nummer 15 in de Billboard Hot 100 op 26 mei 1973. Er werden meer dan een miljoen exemplaren van verkocht en het werd bekroond met een gouden schijf van de RIAA in mei 1973. De band tekende in 1974 bij Mercury Records. Tegen die tijd was hun bezetting weer veranderd met toetsenist Billy Beck in plaats van Morrison en Jimmy 'Diamond' Williams op drums in plaats van Webster. Op latere albumpublicaties, voegden ze tweede gitarist/zanger Clarence 'Chet' Willis en percussionist Robert 'Kuumba' Jones toe. Ondertussen nam toetsenist Walter 'Junie' Morrison drie albums in zijn eentje op voordat hij zich bij Funkadelic voegde als de kracht achter hun hit One Nation Under a Groove.
De band had zeven Top 40-hits tussen 1973 en 1976. Deze omvatten Fire (nr. 1 in zowel de r&b- als de pophitlijst voor respectievelijk twee weken en een week in februari 1975 en nog een miljoen verkopen) en Love Rollercoaster (nr. 1 in zowel de r&b- als de pophitlijst gedurende een week in januari 1976; nog een gouden schijf-ontvanger). Ook Sweet Sticky Thing klom in 1975 naar de toppositie van de r&b-hitlijst, maar kwam in de pophitlijst niet verder dan de 33e plaats. De band nam ook saxofonist James Johnson op. De laatste grote hit van de band was Who'd She Coo?, een nummer 1 r&b-hit in augustus 1976. Het was hun enige succes in het Verenigd Koninkrijk, waar het in juli 1976 piekte op nummer 43 in de Britse singlehitlijst. Hun titelnummer Ecstasy van het album Ecstasy uit 1973 werd gesampled door Jay-Z op Brooklyn's Finest, met The Notorious B.I.G. van het album Reasonable Doubt uit 1996.
In 1979 formeerden drie leden de band Shadow, die drie albums uitbrachten. Een opnieuw geformeerde Ohio Players namen in de jaren 1980 de kleine hit Sweat (1988) op. Ze brachten in dat decennium ook de drie albums Tenderness, Ouch! en Graduation uit. Een andere collectie Orgasm volgde in 1993.
In augustus 2013 werden de Ohio Players ingewijd in de Rhythm and Blues Hall of Fame in het Waetjen Auditorium van Cleveland State University als onderdeel van de inaugurele klasse. Een internetverhaal voorafgaand aan een concert in juni 2017 gaf aan dat Billy Beck, Jimmy 'Diamond' Williams, Clarence 'Chet' Willis en Robert 'Rumba' Jones nog steeds optreden.

## Overlijden
Op 30 december 1995 overleed Clarence Satchel op 55-jarige leeftijd aan een aneurysma, in november 1997 Ralph Middlebrooks op 58-jarige leeftijd en op 25 december 2008 Robert Ward op 70-jarige leeftijd.

## Discografie

### Singles
- 1967: A Thing Called Love
- 1968: It's a Crying Shame
- 1968: Trespassin'
- 1969: Over the Rainbow
- 1969: Here Today and Gone Tomorrow
- 1971: Proud Mary / Pain
- 1971: Pain (Part I) (was al in juli de B-kant van Proud Mary)
- 1972: Walt's First Trip
- 1972: Got Pleasure
- 1973: Ecstasy
- 1973: Funky Worm
- 1974: Sleep Talk
- 1974: Fire
- 1974: Jive Turkey (Part 1)
- 1974: Skin Tight
- 1975: Happy Holidays
- 1975: I Want to Be Free
- 1975: Love Rollercoaster
- 1975: Sweet Sticky Thing
- 1976: Far East Mississippi
- 1976: Fopp
- 1976: Rattlesnake
- 1976: Who'd She Coo?
- 1977: Body Vibes
- 1977: Feel the Beat (Everybody Disco)
- 1977: Good Luck Charm (van de soundtrack van de film Mr. Mean
- 1977: Merry Go Round
- 1977: O-H-I-O
- 1978: Funk-O-Nots
- 1978: Magic Trick (van de soundtrack van de film Mr. Mean
- 1978: Time Slips Away
- 1979: Don't Say Goodbye
- 1979: Everybody Up
- 1981: Skinny
- 1981: Try a Little Tenderness (origineel: Ray Noble & His Orchestra, 1933)
- 1984: Follow Me
- 1984: Sight for Sore Eyes
- 1988: Let's Play (From Now On)
- 1988: Sweat
- 1997: Don't You Know I Care

### Studioalbums
Westbound
- 1972: Pain
- 1972: Pleasure
- 1973: Ecstasy

Capitol Records
- 1974: The Ohio Players

Mercury Records
- 1969: Observations in Time
- 1974: Skin Tight
- 1974: Fire
- 1975: Honey
- 1976: Contradiction
- 1977: Angel
- 1977: Mr. Mean
- 1978: Jass-ay-lay-dee

Arista Records
- 1979: Everybody Up

Boardwalk
- 1981: Ouch!
- 1981: Tenderness

Air City
- 1984: Graduation

Intersound
- 1996: Ol'School (Intersound)

Label niet bekend
- 1988: Back

### Livealbums
- 1996: Jam (Mercury Records)
- 1997: (Live Series) Sweet Sticky Thing (Capitol Records)
- 2013: Live 1977 (Goldenlane)

### Compilaties
- 1974: Climax
- 1975: Ohio Players Greatest Hits
- 1975: Rattlesnake
- 1976: Ohio Players Gold
- 1977: The Best of the Early Years